# گاداری
گاداری (به لاتین: Gadari) یک منطقهٔ مسکونی در روسیه است که در داغستان واقع شده‌است.